# Crossref
Crossref és una agència que publica un registre d'objectes digitals (DOI) de la fundació Internacional DOI Foundation. L'agència Crossref està dirigida per l'associació d'editorials Publishers International Linking Association (PILA). És una iniciativa cooperativa sense ànim de llucre, llançada a principi de l'any 2000. Ha de permettre als editors de crear un enllaç permanent de les citacions entre les revistes científiques en línia.
El 2017, uns 4.000 editorials i institucions s'havien afiliat al sistema. El sistema és compatible amb la wikipedia: gràcies a l'identificador DOI, la funció «cita» permet integrar referències estandarditzades i completes, només amb l'identificador.